# ラホール城
ラホール城（英語: Lahore Fort，ウルドゥー語: قلعہ لاہور）は、パキスタン・パンジャーブ州ラホールにある歴史的建造物。市街の北西に位置し、城内にはシーシュ・マハル、アーラムギーリー門、ノウラーカー・パビリオン、モーティー・マスジドといった有名な遺跡が存在する。城塞は、1400フィート×1115フィートの広さがある。1981年、同じラホール市内のシャーラマール庭園とあわせて、ユネスコの世界遺産に登録された。
ラーホル街の人々の間で用いられるローカルな名称として、「シャーヒー・キラー（شاہی قلعہ）」（「王の城」）とも呼ばれる。

## 歴史
ラホール城の歴史ははっきりとわかっていない。街とラホール城の誕生は、神話の時代（『ラーマーヤナ』の時代）にまでさかのぼってしまう。
とはいえ、1959年に実施された発掘調査によると、1025年に鋳造されたガズナ朝のスルタンであるマフムードの名前が刻印された硬貨が、ラホール城遺跡で25mの深さから発見された。また、それよりさらに15m深い地層からは、1021年のマフムードによるガズナ朝の征服以前から人の住んでいた痕跡が発見された。このことからラホール城の歴史は、1180年から1186年にかけてラホールから征服活動を展開したシハーブッディーン・ムハンマド（ゴール朝）の時代よりも古いことが明らかとなった。
1241年にモンゴル帝国の征服活動によっていったん破壊されたが、1267年にバルバンによって再建された。1398年、ティムールの軍隊によって、再度の破壊を経験し、1421年には、ムバーラク・シャーによる再建、1432年のカーブルのシャイフ・アリーによる征服をラホール城は受けた。
現在のラホール城は、ムガル帝国時代に築かれたものが多く、1566年、アクバルの手によって、再建された。その再建は、ラホール城の古い基盤をもとに、煉瓦建築が築かれた。アクバルは、加えて、王室の謁見の間として有名な「ダウラト・ハーナイェ・ハーソ・アーム」（Daulat Khana-ye-khas-o-Am）を作った。
1618年には、ジャハーンギールは、ジャハーンギールの謁見の間が増築された。加えて、庭園や寝所の増設が行われた。
1631年以降、シャー・ジャハーンによって、鏡の間、妃の寝室として使用され絢爛豪華な鏡のモザイクで埋め尽くされた夢の王宮、浴場、隠退の間、1645年には、40本柱の間と呼ばれる謁見の間、真珠のモスクが造営された。
さらに、1674年には、アウラングゼーブによって、場外に赤砂岩の壁と白大理石の3つのドームを持つ金曜モスクが造営された。
これ以後も1849年までの間に、ラーヴィー川に向かって、ラホール城は拡張工事が続けられた。

## 世界遺産登録基準
この世界遺産は世界遺産登録基準のうち、以下の条件を満たし、登録された（以下の基準は世界遺産センター公表の登録基準からの翻訳、引用である）。
- (1) 人類の創造的才能を表現する傑作。
- (2) ある期間を通じてまたはある文化圏において、建築、技術、記念碑的芸術、都市計画、景観デザインの発展に関し、人類の価値の重要な交流を示すもの。
- (3) 現存するまたは消滅した文化的伝統または文明の、唯一のまたは少なくとも稀な証拠。

## ギャラリー

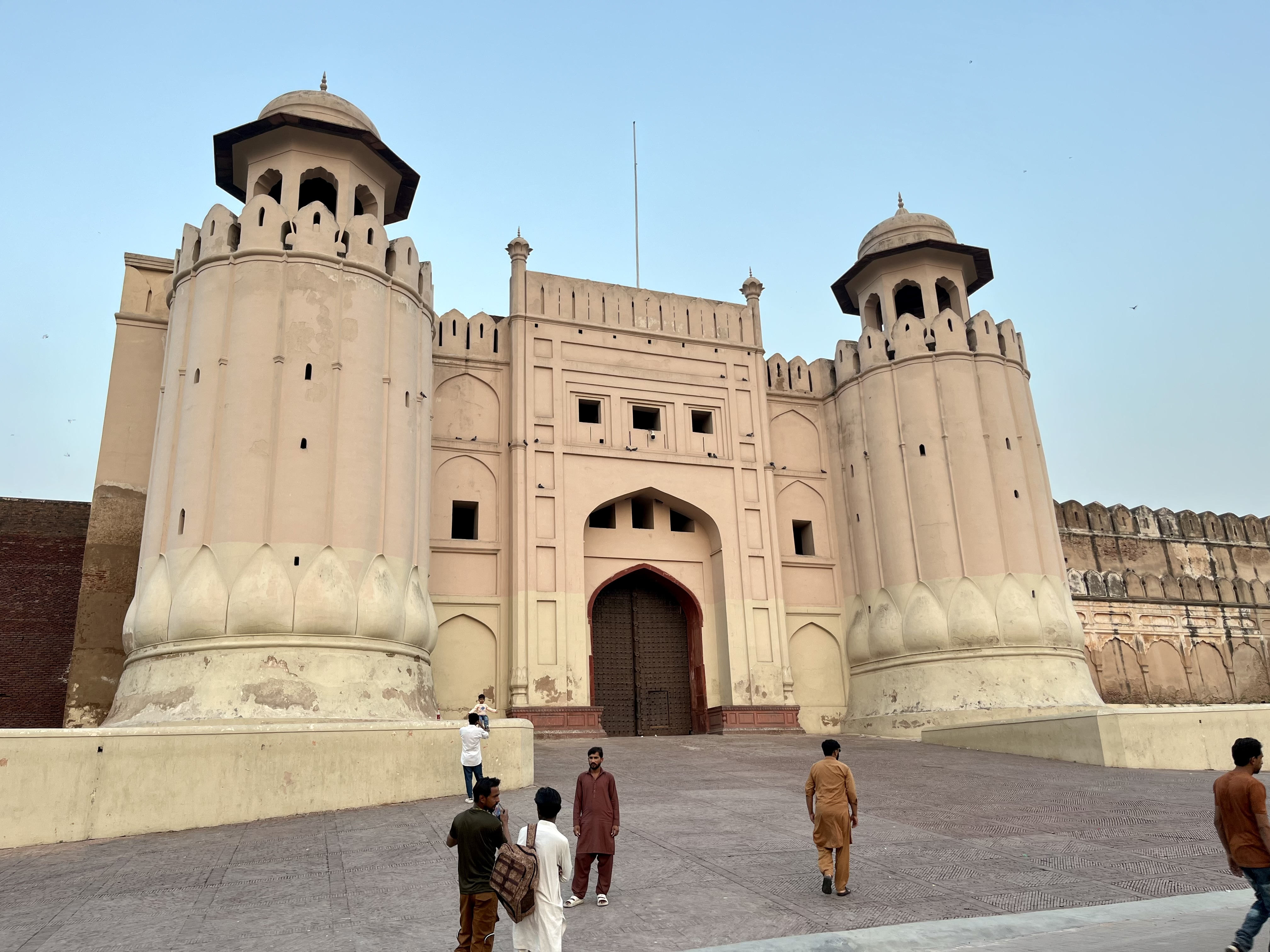
Alamgiri Gate - Main Entrance
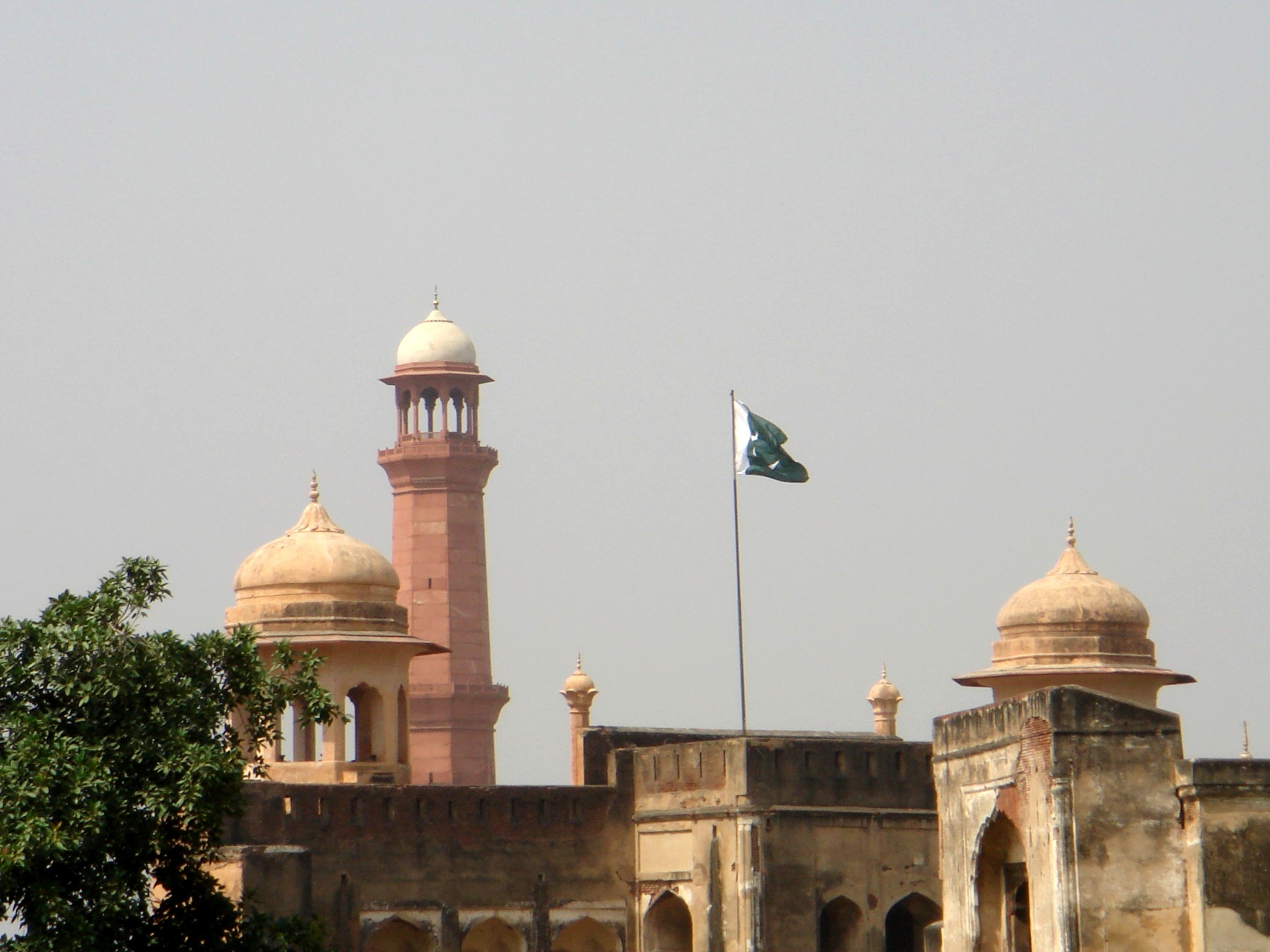
Gateway Ramparts
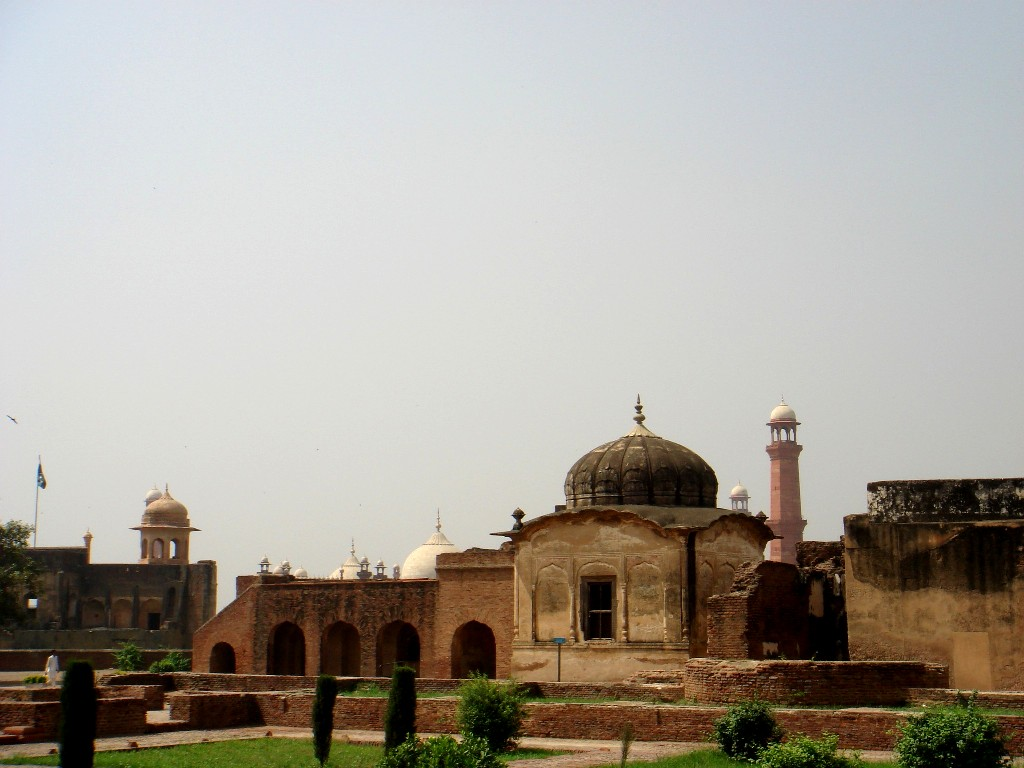
Old 'Khangah' inside Fort
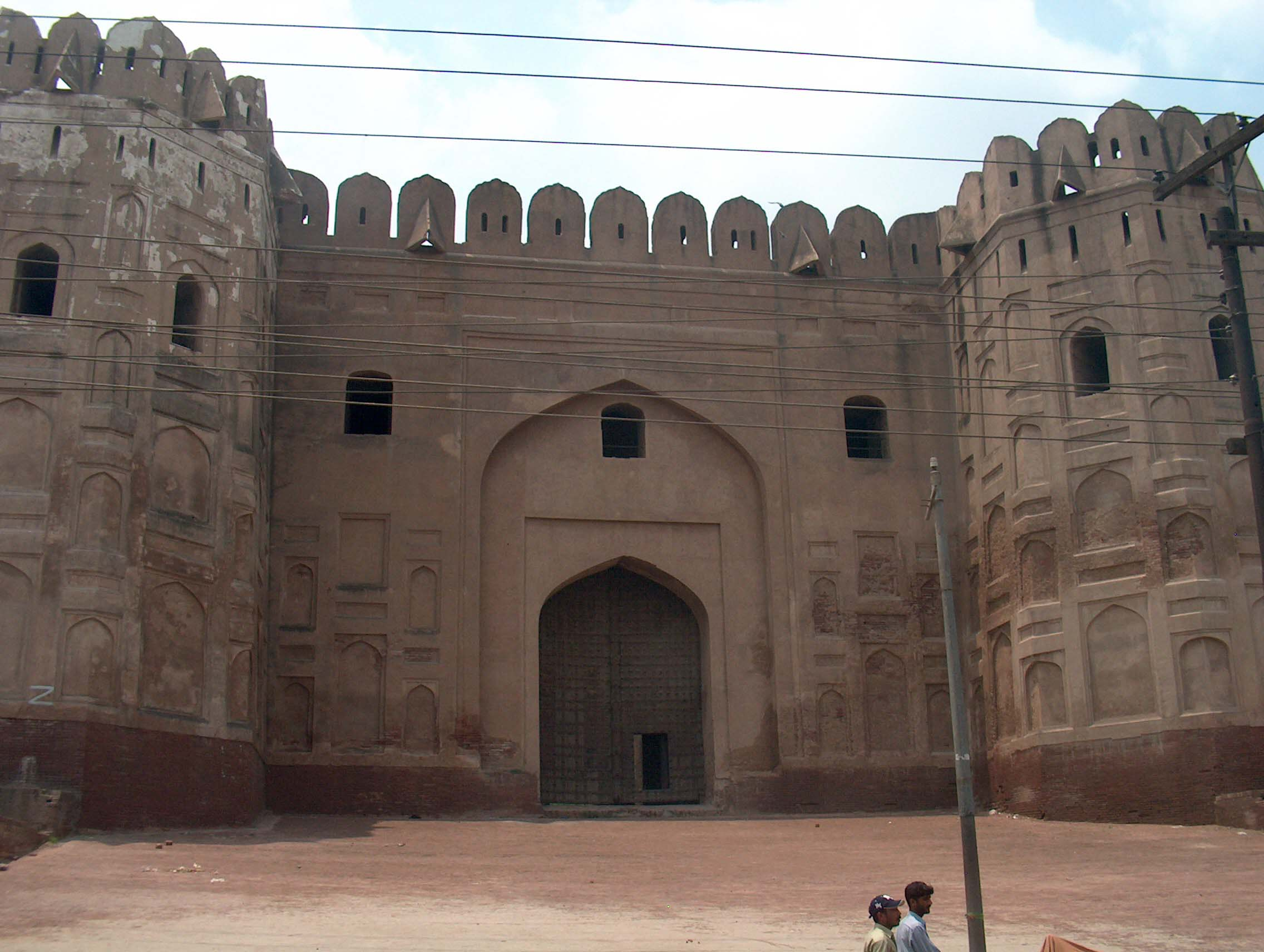
Roshnai Gate - Side Entrance
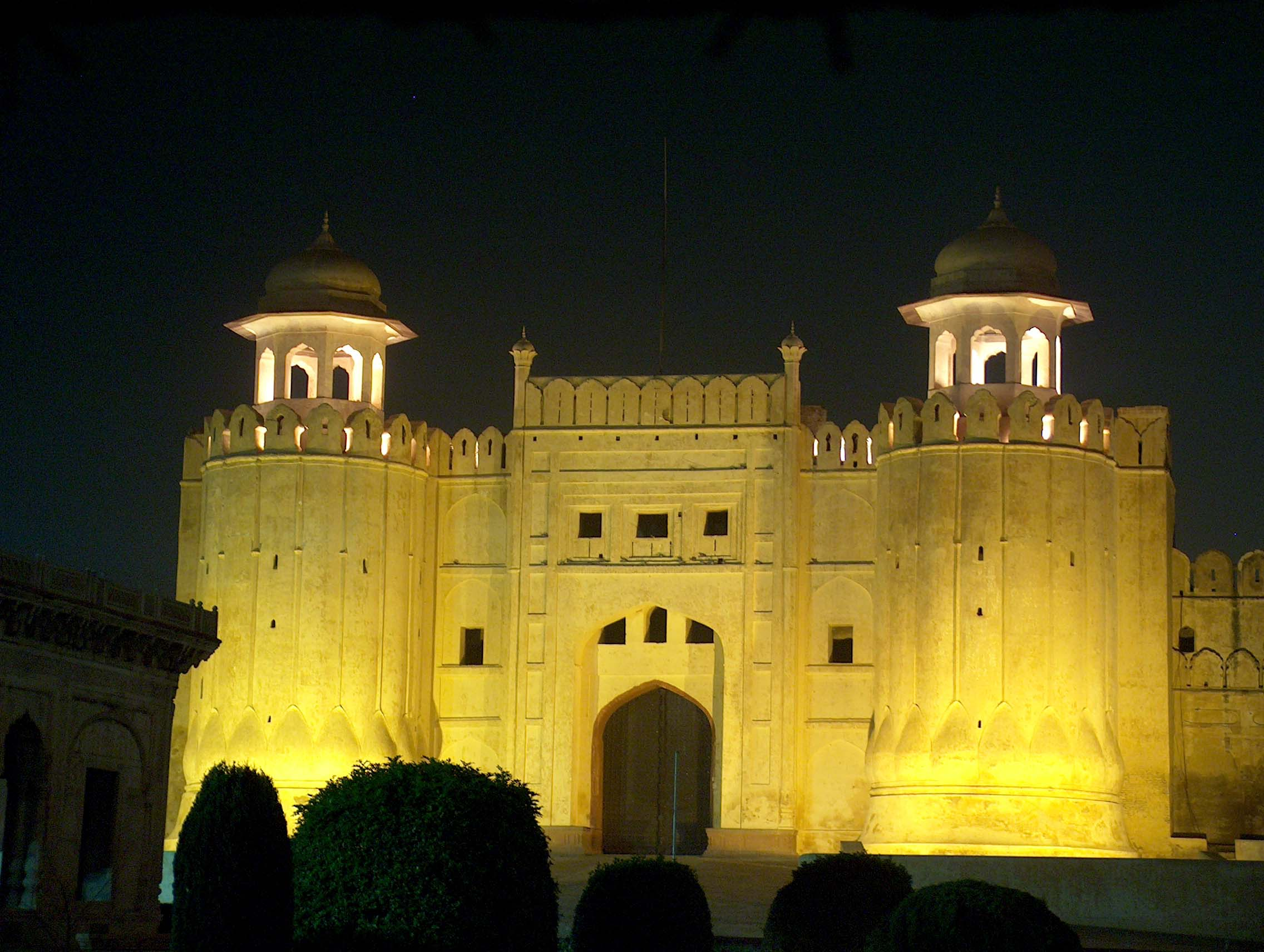
Alamgiri Gate - Main Entrance at Night
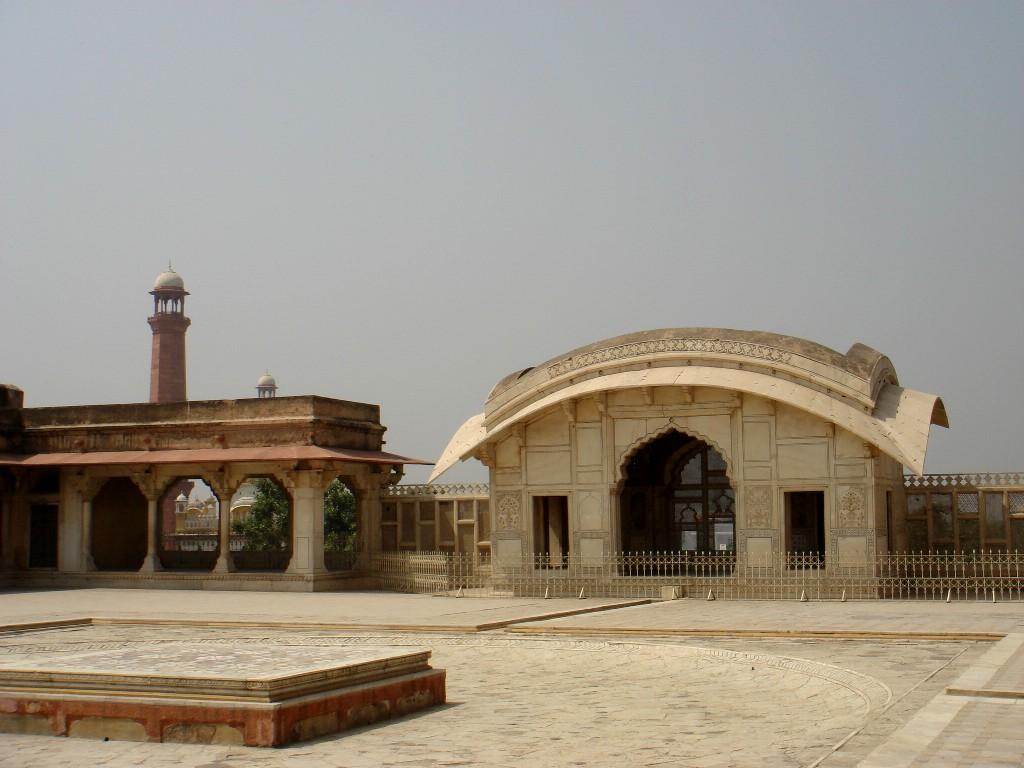
Naulakha pavilion
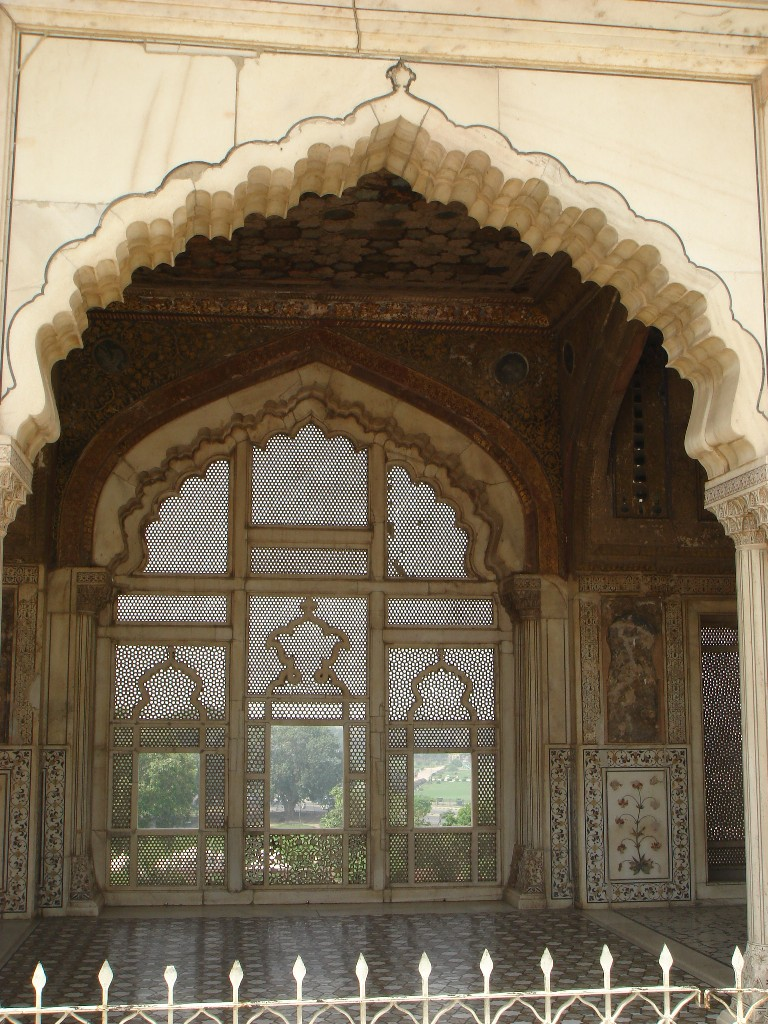
Naulakha Detail
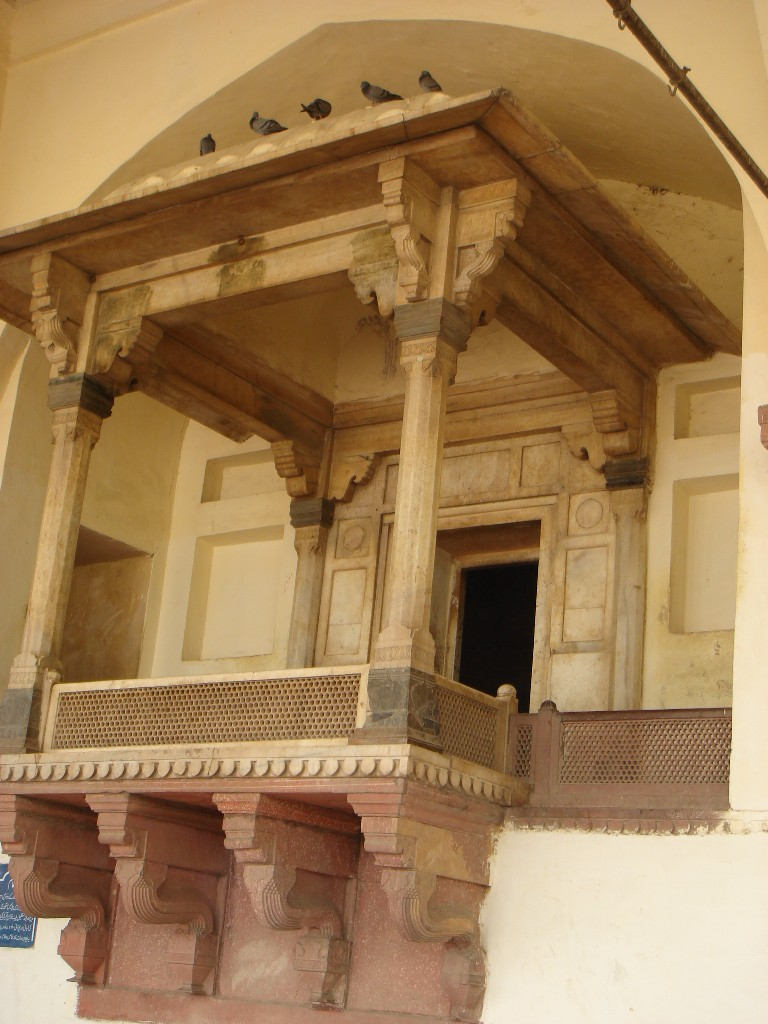
'Jharoka' - Royal Balcony
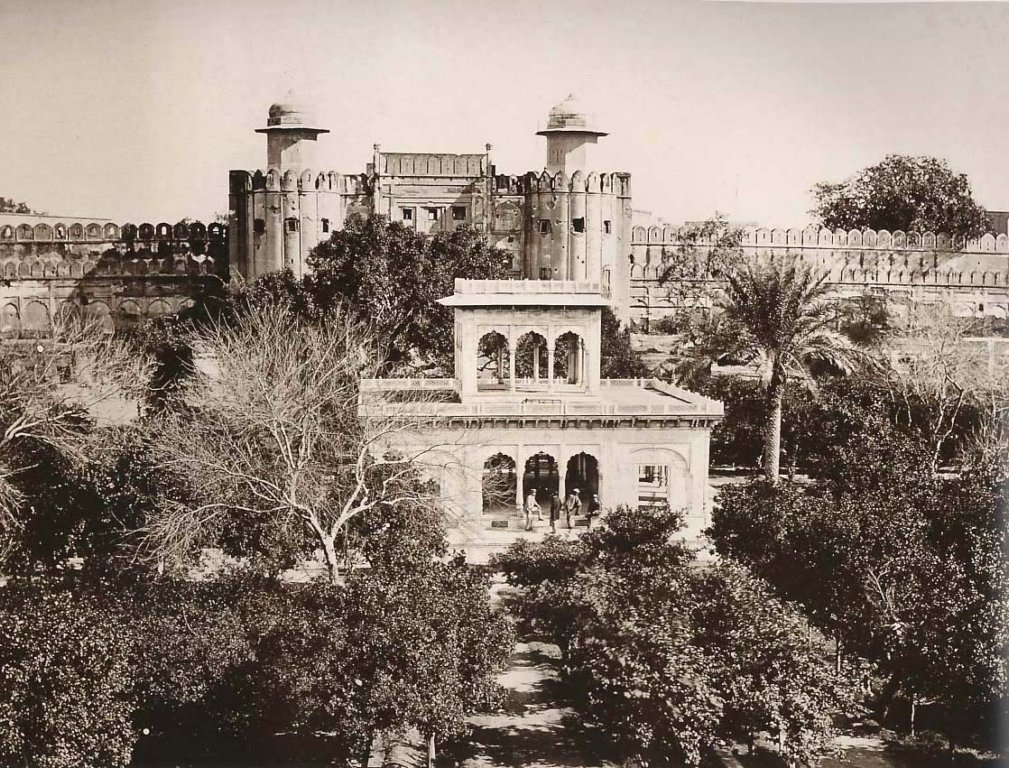
Alamgiri Gate, 1870
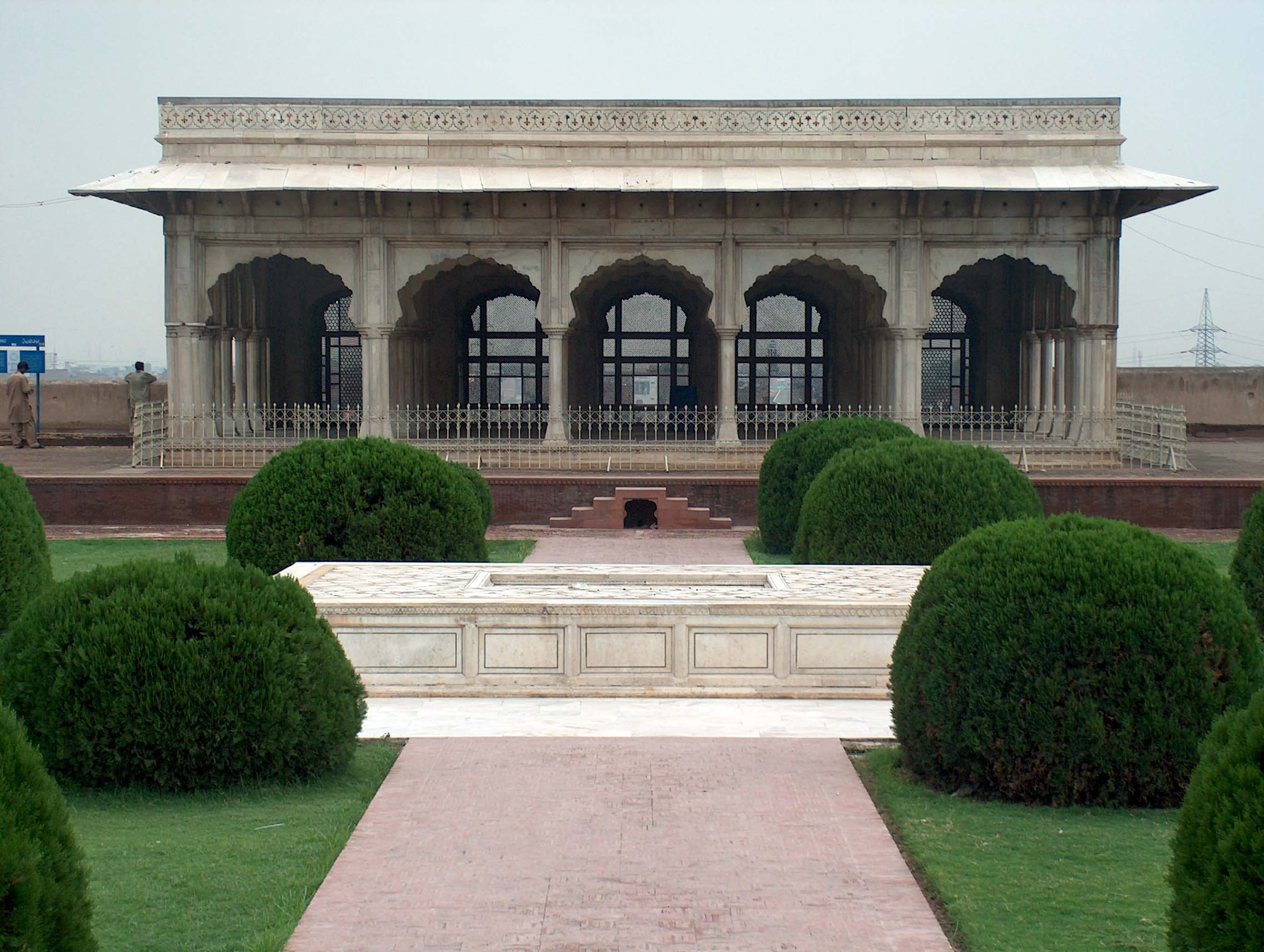
Diwan-e-Khas: Hall of Special Audience
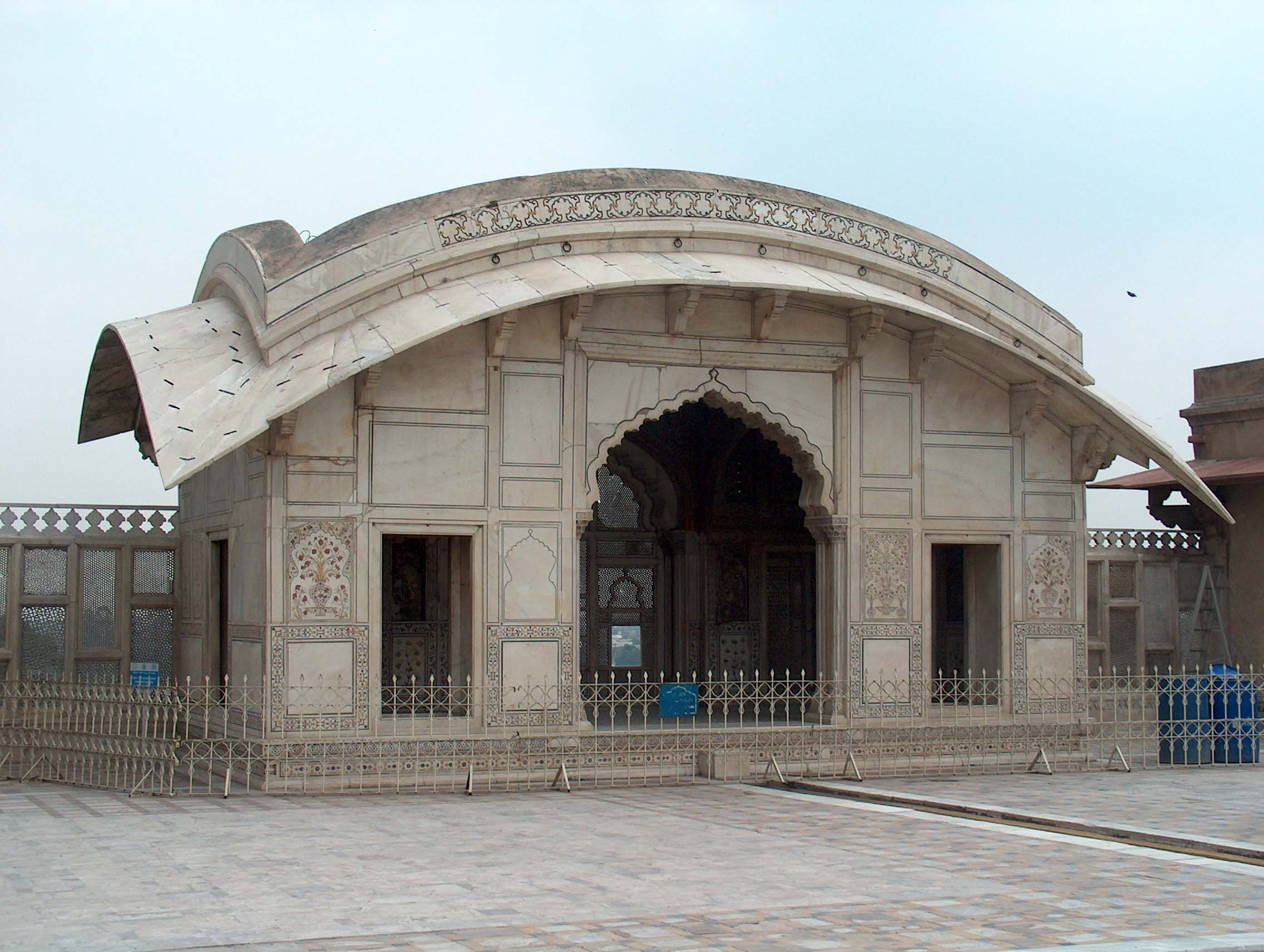
Naulakha Pavilion